# 卡拉泰布里安扎
卡拉泰布里安扎（義大利語：Carate Brianza）是意大利蒙萨和布里安萨省的一个市镇。总面积9.86平方公里，人口17867人，人口密度1812.1人/平方公里（2009年）。ISTAT代码为015048。